# Содномын Эрхэмбаяр
Содномын Эрхэмбаяр (род. 17 февраля 1960, Тонхил, Говь-Алтай) — монгольский самбист и дзюдоист, серебряный призёр чемпионата мира по самбо 1990 года, серебряный Кубок мира по самбо 1988 года, участник летних Олимпийских игр 1988 года в Сеуле. По самбо выступал во второй средней весовой категории (до 90 кг). Его тренером был Шагдарын Чанрав, самбист и дзюдоист, чемпион и призёр чемпионатов мира по самбо, участник летних Олимпийских игр 1976 года в Монреале, тренер сборной Монголии по самбо и дзюдо.
На Олимпиаде Эрхэмбаяр победил фиджийца Симионе Куруволи, мексиканца Карлоса Хуттича, кувейтца Хишама Аль-Шарафа Рашада, проиграл бронзовому призёру этой Олимпиады, представителю ГДР Торстену Брехоту и занял итоговое 12-е место.
Эрхэмбаяр сыграл роли в фильмах «Чингисхан, ты не умрёшь» и «Намкай аварга».